# 鷲頭美央
鷲頭 美央（わしず みお）は日本の総務官僚。福井県総務部長。

## 来歴
東京都出身。慶應義塾大学経済学部経済学科卒業。2003年 総務省に入省（自治行政局行政課）。同年8月から山梨県総務部市町村課。2008年7月 コロンビア大学国際関係・公共政策大学院へ留学。政治、経済又は経営管理といった分野について理論・実務両面から学んだ。
その後は高知県総務部財政課長などに就く。
2016年4月 総務省政治資金適正化委員会事務局参事官補佐。2017年4月 自治体国際化協会交流支援部長。
2020年4月 さいたま市財政局長。2022年4月 福井県総務部長。2023年8月福井県副知事。

## 略歴
- 2003年4月：総務省に入省（自治行政局行政課）[2]。
- 2003年8月：山梨県総務部市町村課。
- 2005年4月：総務省大臣官房管理室公益法人行政推進室。
- 2006年4月：総務省自治財政局地方債課。
- 2007年8月：総務省自治財政局地方債課収益事業係長。
- 2008年7月：コロンビア大学国際関係・公共政策大学院へ留学[3][2]。
- 2010年7月：高知県総務部政策企画課企画監（政策推進担当）。
- 2011年4月：高知県地域福祉部地域福祉政策課長。
- 2011年9月：高知県総務部財政課長。
- 2013年4月：総務省自治財政局地方債課長補佐 兼 自治財政局財務調査課長。
- 2014年6月：筑波大学図書館情報メディア系准教授。
- 2016年4月：総務省政治資金適正化委員会事務局参事官補佐。
- 2017年4月：自治体国際化協会交流支援部長。
- 2018年4月：総務省自治税務局企画課長補佐。
- 2019年4月：総務省自治税務局固定資産税課理事官。
- 2020年4月：さいたま市財政局長。
- 2022年4月：福井県総務部長。
- 2023年8月：福井県副知事。